# Брэкидж, Стэн
Стэн Брэ́кидж (англ. Stan Brakhage; 14 января 1933, Канзас-Сити — 9 марта 2003, Виктория, Британская Колумбия, Канада) — американский кинорежиссёр, теоретик киноискусства, один из лидеров экспериментального кино.

## Биография
Урождённый Роберт Сандерс, был оставлен матерью в сиротском приюте, через три недели усыновлён семьёй Брэкидж, которые дали ему новое имя и фамилию. Учился в высшей школе Денвера, затем в Дартмутском колледже. Испытал влияние концепций Эйзенштейна, фильмов Кокто и итальянских неореалистов. Дебютировал в 1952 году.
В 1953 году переехал в Сан-Франциско, где познакомился с поэтами Робертом Данкеном и Кеннетом Рексротом, в 1954-м — в Нью-Йорк, где сблизился с Д. Кейджем, М. Дерен, Д. Корнеллом.

## Творчество
Снял около 400 бессюжетных, построенных на метафорике короткометражных и полнометражных лент, применяя технику коллажа, подрывавшую последовательное повествование, и специальные способы обработки плёнки, включая процарапывание и ручную раскраску, разрушавшие «реалистический» характер изображения.

## Педагогическая деятельность
Написал несколько книг о кино, часто выступал с лекциями в университетах и галереях, с 1969 года преподавал историю кино в Чикаго и Боулдере (Колорадо, США). Среди учеников Брэкиджа — Мэтт Стоун и Трей Паркер.

## Избранная фильмография
- Interim (1952)
- Desistfilm (1954)
- Wedlock House: An Intercourse (1959)
- Window Water Babby Moving (1959)
- Mothlight (1963)
- Cat’s Cradle (1958)
- Dog Star Man (1964)
- Eye Myth (1967)
- The Act of Seeing with One’s Own Eyes (1971)
- The Wold Shadow (1972)
- The Stars Are Beautiful (1974)
- The Garden of Earthly Delights (1981)
- Night Music (1986)
- The Dante Quartet (1987)
- Kindering (1987)
- I…Dreaming (1988)
- Rage Net (1988)
- Glaze of Cathexis (1990)
- Delicacies of Molten Horror Synapse (1991)
- Crack Glass Eulogy (1992)
- For Marilyn (1992)
- Stellar (1993)
- Study in Color and Black and White (1993)
- Black Ice (1994)
- Comingled Containers (1996)
- The Dark Tower (1999)
- Lovesong (2001)